# シャビエル・トンド
シャビエル・トンド（Xavier Tondó、1978年11月5日 - 2011年5月23日）は、スペイン・カタルーニャ州タラゴナ出身の自転車競技（ロードレース）選手。

## 経歴
- 2003年、プロ転向。
- 2005年、ヴォルタ・アン・アレンテジョ総合優勝。
- 2007年
  - ポルトガル一周総合優勝
  - トロフェウ・ジョアキン・アゴスティーニョ総合優勝。
- 2009年、カタルーニャ一周総合8位。
- 2010年、サーヴェロ・テストチームに移籍。
  - カタルーニャ一周総合2位、区間1勝(第3)。
  - パリ〜ニース区間1勝(第6)。
  - ブエルタ・ア・エスパーニャ総合6位。
- 2011年、モビスターに移籍。
  - カタルーニャ一周 総合6位
  - バスク一周 総合5位
  - ブエルタ・ア・カスティーリャ・イ・レオン 総合優勝
  - 5月23日、スペインのグラナダの自宅からベニャト・インチャウスティとトレーニングに出掛ける際にガレージの扉が落下する事故に遭い、死去[1]。